# Слово
Слово је најмања јединица записа језика, којом се формирају записи речи. Скуп слова којима се формирају записи речи неког језика је по правилу коначан, а у људским језицима, са изузетком неких попут кинеског, овај број износи 20 до 40 а редна уређеност као и сам изглед слова (писмо) се разликују од језика до језика.
Већина језика има два словна списа (изузеци су нпр. Јапански, или Корејски код којих постоји само један облик карактера). Та два облика су велика слова (А, Б, В... чешће него а, б, в...) и мала слова (а, б, в... чешће него А, Б, В...).
У српском језику се овај скуп зове азбука и чини га 30 слова, при чему су ћирилични и латинични запис равноправни. „Азбука“ долази од тога да је свако слово у 19. веку имало своје име па тако: А - аз, Б - буки, В - вједи, Г - глагољ, итд.

## Дефиниција и употреба
Писмо је врста графема, који је функционална јединица у систему писања: слово (или група слова) визуелно представља фонему (јединицу звука која може разликовати једну реч од друге на одређеном језику). Слова се комбинују да формирају писане речи, баш као што се фонеми комбинују да би се формирале изговорене речи. Низ графема који представља фонему назива се мултиграф или полиграф. Диграф је случај полиграфа који се састоји од две графеме. Примери диграфа на енглеском укључују ch, sh, и th. Неке фонеме су представљене са три слова, која се називају триграф, као што је sch на немачком.
Исти облик слова се може користити у различитим алфабетима, али имати различите звукове. Слова ⟨H⟩, ⟨Η⟩ и ⟨Н⟩ изгледају прилично слично, као што су латинично H, грчко ета и ћирилично ен; обрнуто, слова ⟨S⟩, ⟨Σ⟩ (сигма) и ⟨С⟩ (Ес (ћирилица)) из ових алфабета представљају (приближно) исти [с] звук. Основно латинично писмо користе стотине језика широм света, али постоје и многа друга писма.
Посебна имена су повезана са словима, која се могу разликовати у зависности од језика, дијалекта и историје. Z, на пример, обично се назива зед у свим земљама енглеског говорног подручја осим у САД, где се зове зи. Као елементи алфабета, слова имају прописане редоследе, иако се и то може разликовати у зависности од језика. На шпанском, на пример, ⟨ñ⟩ је засебно слово, поређано одвојено од ⟨n⟩: ова разлика се обично не препознаје у енглеским речницима. (У рачунарским системима, свако слово има своју јединствену кодну тачку, U+006E n латинично мало слово n и U+00F1 ñ латинично мало слово n са тилдом.)

## Историја азбучног писања
Пре алфабета, коришћени су фонограми, графички симболи звукова. Постојале су три врсте фонограма: вербални, слике за читаве речи, слоговни, који су означавали артикулацију речи, и азбучни, који су представљали знакове или слова. Најранији примери који потичу из Старог Египта и Древне Кине, датирају око 3.000 година пре нове ере. Прво консонантско писмо појавило се око 1800. п. н. е., представљајући Феничане, семитске раднике у Египту. Њихово писмо је првобитно писано и читано с десна на лево. Од феничанског алфабета настало је етрурско и грчко писмо. Одатле је произашло и данас најчешће коришћено писмо, латиница, која се пише и чита с лева на десно.
Римско царство је даље развијало и усавршавало латиницу, почевши око 500. године пре нове ере. Током петог и шестог века, развој малих слова почео је да се јавља у римском писању. У овом тренутку, параграфи, велика и мала слова и концепт реченица и клаузула још се нису појавили; ови последњи делови развоја појавили су се у касном 7. и раном 8. веку.
Коначно, у уобичајеном писму коришћеном у западном свету направљено је много малих додатака и испуштања слова. Учињене су мање промене као што је уклањање одређених слова, као што су трн (Þ þ), вин (Ƿ ƿ) и ед (Ð ð).

## Типови слова

### Велика и мала слова
Писмо може имати више варијанти, или алографа, у вези са варијацијама у стилу рукописа или штампе. Неки системи писања имају два главна типа алографа за свако слово: велико слово (који се назива и мајускула) и облик малог слова (који се назива и минускулом). Велика и мала слова представљају исти звук, али имају различите функције у писању. Велика слова се најчешће користе на почетку реченице, као прво слово сопственог имена или наслова, или у заглављу или натпису. Она такође могу да служе и другим функцијама, као на пример у немачком језику где све именице почињу великим словом.

Изрази велика и мала слова су настали у временима када су се користиле штампарске машине. Појединачни блокови слова чувани су у одређеним преградама фиока у футроли за куцање. Велика слова су чувана у вишој фиоци или горњој футролу.

## Примери слова у системима писања
У следећој табели приказана су слова из више различитих система писања, како би се демонстрирала разноликост слова која се користе широм света.
| Пример абецеде               | Слова у примјеру абецеде |
| ---------------------------- | --- |
| Aсамскa                      | অ, আ, ই, ঈ, উ, ঊ, ঋ, এ, ঐ, ও, ঔ, ক, খ, গ, ঘ, ঙ, চ, ছ, জ, ঝ, ঞ, ট, ঠ, ড, ঢ, ণ, ত, থ, দ, ধ, ন, প, ফ, ব, ভ, ম, য, ৰ, ল, ৱ, শ, ষ, স, হ,ক্ষ, ড়, ঢ়, য়, ৎ, ং, ঃ, ঁ |
| Бенгалска                    | অ, আ, ই, ঈ, উ, ঊ, ঋ, এ, ঐ, ও, ঔ, ক, খ, গ, ঘ, ঙ, চ, ছ, জ, ঝ, ঞ, ট, ঠ, ড, ঢ, ণ, ত, থ, দ, ধ, ন, প, ফ, ব, ভ, ম, য, ল, শ, ষ, স, হ,ক্ষ, ড়, ঢ়, য়, ৎ, ং, ঃ, ঁ       |
| Арапска                      | (Абецедно с десна на лево) ﺍ, ﺏ, ﺕ, ﺙ, ﺝ, ﺡ, ﺥ, ﺩ, ﺫ, ﺭ, ﺯ, ﺱ, ﺵ, ﺹ, ﺽ, ﻁ, ﻅ, ﻉ, ﻍ, ﻑ, ﻕ, ﻙ, ﻝ, ﻡ, ﻥ, هـ, ﻭ, ﻱ                                          |
| Јерменска                    | Ա, Բ, Գ, Դ, Ե, Զ, Է, Ը, Թ, Ժ, Ի, Լ, Խ, Ծ, Կ, Հ, Ձ, Ղ, Ճ, Մ, Յ, Ն, Շ, Ո, Չ, Պ, Ջ, Ռ, Ս, Վ, Տ, Ր, Ց, Ւ, Փ, Ք, Օ, Ֆ                                        |
| Сиријска                     | (Абецедно с десна на лево) ܐ, ܒ, ܓ, ܕ, ܗ, ܘ, ܙ, ܚ, ܛ, ܝ, ܟܟ, ܠ, ܡܡ, ܢܢ, ܣ, ܥ, ܦ, ܨ, ܩ, ܪ, ܫ, ܬ                                                          |
| Ћирилица                     | А, Б, В, Г, Д, Е, Ё, Ж, З, И, Й, К, Л, М, Н, О, П, Р, С, Т, У, Ф, Х, Ц, Ч, Ш, Щ, Ъ, Ы, Ь, Э, Ю, Я                                                       |
| Грузинска                    | ა, ბ, გ, დ, ე, ვ, ზ, თ, ი, კ, ლ, მ, ნ, ო, პ, ჟ, რ, ს, ტ, უ, ფ, ქ, ღ, ყ, შ, ჩ, ც, ძ, წ, ჭ, ხ, ჯ, ჰ                                                       |
| Грчка                        | Α, Β, Γ, Δ, Ε, Ζ, Η, Θ, Ι, Κ, Λ, Μ, Ν, Ξ, Ο, Π, Ρ, Σ, Τ, Υ, Φ, Χ, Ψ, Ω                                                                                  |
| Хебрејска                    | (Абецедно с десна на лево) א, ב, ג, ד, ה, ו, ז, ח, ט, י, כ, ל, מ, נ, ס, ע, פ, צ, ק, ר, ש, ת                                                             |
| Латиница                     | A, B, C, D, E, F, G, H, I, J, K, L, M, N, O, P, Q, R, S, T, U, V, W, X, Y, Z                                                                            |
| Корејска                     | ㄱ ㄲ ㄴ ㄷ ㄸ ㄹ ㅁ ㅂ ㅃ ㅅ ㅆ ㅇ ㅈ ㅉ ㅊ ㅋ ㅌ ㅍ ㅎ ㅏ ㅐ ㅑ ㅒ ㅓ ㅔ ㅕ ㅖ ㅗ ㅘ ㅙ ㅚ ㅛ ㅜ ㅝ ㅞ ㅟ ㅠ ㅡ ㅢ ㅣ                                 |
| Бурманска                    | က ခ ဂ ဃ င စ ဆ ဇ ဈ ည ဋ ဌ ဍ ဎ ဏ တ ထ ဒ ဓ န ပ ဖ ဗ ဘ မ ယ ရ လ ဝ သ ဟ ဠ အ                                                                                       |
| Џујинска                     | ㄅ ㄆ ㄇ ㄈ ㄉ ㄊ ㄋ ㄌ ㄍ ㄎ ㄏ ㄐ ㄑ ㄒ ㄓ ㄔ ㄕ ㄖ ㄗ ㄘ ㄙ ㄚ ㄛ ㄜ ㄝ ㄞ ㄟ ㄠ ㄡ ㄢ ㄣ ㄤ ㄥ ㄦ ㄧ ㄨ ㄩ ㄭ                                       |
| Огамска                      | ᚁ ᚂ ᚃ ᚄ ᚅ ᚆ ᚇ ᚈ ᚉ ᚊ ᚋ ᚌ ᚍ ᚎ ᚏ ᚐ ᚑ ᚒ ᚓ ᚔ ᚕ ᚖ ᚗ ᚘ ᚙ ᚚ ᚛ ᚜                                                                                                 |
| Етиопска                     | ሀ ለ ሐ መ ሠ ረ ሰ ሸ ቀ በ ተ ቸ ኀ ነ ኘ አ ከ ኸ ወ ዐ ዘ ዠ የ ደ ጀ ገ ጠ ጨ ጰ ጸ ፀ ፈ ፐ                                                                                       |
| Тифинашка (Амазишки алфабет) | ⴰ, ⴱ, ⵛ, ⴷ, ⴹ, ⴻ, ⴼ, ⴳ, ⴳⵯ, ⵀ, ⵃ, ⵉ, ⵊ, ⴽ, ⴽⵯ, ⵍ, ⵎ, ⵏ, ⵓ, ⵄ, ⵖ, ⵅ, ⵇ, ⵔ, ⵕ, ⵙ, ⵚ, ⵜ, ⵟ, ⵡ, ⵢ, ⵣ, ⵥ                                                     |
| Митејска                     | ꯀ, ꯁ, ꯂ, ꯃ, ꯄ, ꯅ, ꯆ, ꯈ, ꯉ, ꯊ, ꯋ, ꯌ, ꯍ, ꯎ, ꯏ, ꯐ, ꯑ, ꯒ, ꯓ, ꯔ, ꯕ, ꯖ, ꯗ, ꯘ, ꯙ, ꯚ, ꯛ, ꯜ, ꯝ, ꯞ, ꯟ, ꯠ, ꯡ, ꯢ, ꯥ, ꯤ, ꯨ, ꯦ, ꯣ, ꯩ, ꯧ, ꯪ                                    |